# Natasha Harrison
Natasha Harrison (17 de marzo de 2001) es una deportista de Reino Unido que compite en atletismo. Ganó una medalla de oro en el Campeonato Europeo de Atletismo Sub-20 de 2019, en la prueba de 4 × 400 m.